# Wydział Matematyki, Fizyki i Chemii Uniwersytetu Śląskiego
Wydział Matematyki, Fizyki i Chemii Uniwersytetu Śląskiego w Katowicach został utworzony w 1968 roku wraz z powołaniem do życia Uniwersytetu Śląskiego w Katowicach. Powstał z połączenia odpowiednich wydziałów Filii Uniwersytetu Jagiellońskiego i Wyższej Szkoły Pedagogicznej w Katowicach. Zgodnie z zarządzeniem Ministra Oświaty i Szkolnictwa Wyższego, z 31 lipca 1968 r., Wydział kontynuował kierunki kształcenia i działalność naukową scalonych jednostek.
Jego historię tworzyły takie postacie, jak: prof. Marek Kuczma, matematyk, twórca polskiej szkoły równań funkcyjnych; związany z tym wydziałem był prof. Jan Mikusiński twórca rachunku operatorów,  prof. Andrzej Pawlikowski, fizyk, twórca katowickiej fizyki teoretycznej; prof. August Chełkowski, fizyk i polityk, twórca szkół naukowych na Śląsku: fizyki molekularnej i fizyki ciała stałego, jego działalność naukowa znalazła uznanie zarówno w kraju, jak i za granicą.
Wydział zajmuje kilka budynków w Katowicach: przy ulicy Bankowej 14 (Instytut Matematyki; Instytut Fizyki; Instytut Chemii); ulicy Uniwersyteckiej 4 (Instytut Fizyki) oraz ul. Szkolnej 9 (Instytut Chemii). Ma prawo do nadawania stopni naukowych doktora i doktora habilitowanego nauk chemicznych w zakresie chemii, doktora i doktora habilitowanego nauk fizycznych w zakresie fizyki oraz doktora i doktora habilitowanego nauk matematycznych w zakresie matematyki. W obrębie jego struktury funkcjonują trzy instytuty: Matematyki, Fizyki oraz Chemii. Edukacja w ramach studiów stacjonarnych I stopnia prowadzona jest na następujących kierunkach: matematyka, fizyka, fizyka medyczna, ekonofizyka, biofizyka, fizyka techniczna, chemia, technologia chemiczna, informatyka oraz informatyka stosowana. Studia odbywają się w trybie stacjonarnym oraz niestacjonarnym. 
Wydział organizuje konferencje krajowe i międzynarodowe oraz ogólnopolskie konkursy, takie jak: „Fizyka się liczy” czy „Konkurs imienia Marka Kuczmy”. Naukowcy realizujący projekty badawcze współpracują z ośrodkami europejskimi i amerykańskimi.
Od 1 października 2019 roku, zarządzeniem Rektora UŚ, Wydział będzie funkcjonował jako Wydział Nauk Ścisłych i Technicznych Uniwersytetu Śląskiego, wskutek połączenia z Wydziałem Informatyki i Nauki o Materiałach.

## Kalendarium[2]
| 1968 | utworzono Wydział Matematyki, Fizyki i Chemii, jako jeden z czterech pierwszych wydziałów Uniwersytetu Śląskiego w Katowicach. Pierwszym dziekanem został doc. dr hab. August Chełkowski |
| 1969 | zmiana struktury organizacyjnej Uniwersytetu, w skład Wydziału weszły Instytuty: Matematyki, Fizyki, Chemii oraz Ośrodek Obliczeniowy |
| 1972 | dziekanem Wydziału został doc. dr hab. Tadeusz Dłotko. Na potrzeby Wydziału oddano nowy budynek przy ul. Bankowej 14 oraz zespół dydaktyczny i warsztaty dla Instytutu Fizyki przy ul. Uniwersyteckiej |
| 1973 | rozpoczęto rekrutację na nowy kierunek – chemię |
| 1974 | utworzono nowy Instytut: Fizyki i Chemii Metali |
| 1975 | w Instytucie Fizyki odbył się XXIV Ogólnopolski Zjazd Fizyków |
| 1976 | dotychczasowy Ośrodek Obliczeniowy, funkcjonujący na Wydziale Matematyki, Fizyki i Chemii, przekształcono w nową jednostkę o charakterze międzywydziałowym – Centrum Techniki Obliczeniowej Uniwersytetu Śląskiego |
| 1978 | dziekanem Wydziału został doc. dr hab. Franciszek Buhl |
| 1980 | w Instytucie Fizyki powstała grupa NSZZ „Solidarność”. Na pierwszym posiedzeniu Tymczasowego Uczelnianego Komitetu Koordynacyjnego NSZZ „Solidarność” został wybrany przewodniczący – dr Jan Jelonek z Instytutu Fizyki. W tym samym roku grupa studentów z Wydziału podjęła inicjatywę utworzenia Niezależnej Organizacji Studenckiej, 28 października powstało Niezależne Zrzeszenie Studentów |
| 1981 | w bibliotece Instytutu Fizyki powstała czytelnia wydawnictw niezależnych. Na stanowisko rektora Uniwersytetu Śląskiego w Katowicach wybrano prof. dra hab. Augusta Chełkowskiego, współtwórcę Instytutu Fizyki |
| 1982 | do struktury organizacyjnej Wydziału Techniki wszedł Instytut Fizyki i Chemii Metali |
| 1987 | dziekanem Wydziału został doc. dr hab. Edward Siwek |
| 1990 | nowym dziekanem Wydziału został prof. dr hab. Marek Zrałek |
| 1991 | Wydział uzyskał (utracone w 1988 roku) prawo do nadawania stopnia naukowego doktora habilitowanego w zakresie matematyki |
| 1992 | otwarcie studiów doktoranckich |
| 1993 | nowym dziekanem Wydziału został prof. dr hab. Jerzy Zioło |
| 1994 | Wydział uzyskał ponownie prawo do nadawania stopnia naukowego doktora habilitowanego w zakresie fizyki |
| 1997 | Instytut Fizyki oraz redakcja „Dziennika Zachodniego” zorganizowały XXXIV Zjazd Fizyków Polskich |
| 2000 | kierownik Zakładu Fizyki Magnetyków w Instytucie Fizyki prof. dr hab. Jerzy Warczewski został mianowany członkiem zagranicznym Rosyjskiej Akademii Nauk Przyrodniczych. W maju Instytutowi Fizyki nadano imię prof. Augusta Chełkowskiego, twórcy i współorganizatora Instytutu. Wydano także książkę pt. „Światło ze Śląska – wspomnienia o Auguście Chełkowskim” |
| 2002 | kierownik Zakładu Biomatematyki prof. Andrzej Lasota otrzymał Medal im. Wacława Sierpińskiego, wręczenia dokonał JM Rektor Uniwersytetu Warszawskiego prof. Piotr Węgleński. Współorganizatorem uroczystości było Polskie Towarzystwo Matematyczne. W Ustroniu odbyła się Międzynarodowa Konferencja Fizyki Teoretycznej: „Kwantowe Układy złożone” zorganizowana przez Instytut Fizyki |
| 2003 | czasopismo „Acta Chromatographica” wydawane przez Instytut Chemii zostało wpisane na tzw. „listę filadelfijską”, prestiżowy i trudno dostępny wykaz zawierający tytuły, których wpływ na rozwój danej dyscypliny można udokumentować w sposób naukowometryczny. W tym samym roku w Ustroniu odbyła się, organizowana przez Zakład Biofizyki Molekularnej w Instytucie Fizyki przy współpracy z Akademią Niskich Temperatur z Odessy, międzynarodowa konferencja naukowa pt. „Nieliniowe zjawiska dielektryczne w cieczach złożonych”. Senat UŚ zdecydował także o wmurowaniu w budynku Instytutu Chemii tablicy upamiętniającej działalność prof. Józefa Pietera, wybitnego psychologa, pedagoga i filozofa, orędownika powstania Uniwersytetu Śląskiego w Katowicach. W ramach programu Polish-German Dialogue 2003 Instytut Fizyki gościł grupę niemieckich studentów. Dyrektor Instytutu Fizyki prof. dr hab. Jerzy Łuczka został członkiem Komitetu Narodowego ds. Współpracy z Europejską Fundacją Nauki przy prezydium PAN |
| 2005 | Instytut Fizyki utrzymał prawo do nadawania stopnia naukowego doktora i doktora habilitowanego nauk fizycznych. Rok 2005 ogłoszony został Światowym Rokiem Fizyki. Z tej okazji Instytut Fizyki zorganizował spotkanie pt. „O przełomowych pracach Einsteina – 100 lat później”, podczas którego miało miejsce wręczenie nagrody najlepszemu studentowi fizyki. Wyróżnienie przyznano po raz pierwszy. Na prośbę prof. Warczewskiego związaną z Światowym Rokiem Fizyki Wojciech Kilar skomponował Sinfonię de motu |
| 2007 | We współpracy z francuskim Uniwersytetem w Le Mans została uruchomiona nowa specjalność dla studentów fizyki – nanofizyka i materiały mezoskopowe – modelowanie i zastosowanie. W marcu Wydział Matematyki, Fizyki i Chemii obchodził „Święto Liczby Pi”. Instytut Fizyki we współpracy ze Śląskim Kuratorium Oświaty zorganizował dla 42 nauczycieli fizyki z regionu szkolenie w Europejskim Centrum Badań Jądrowych w Genewie. W październiku odbyła się kolejna odsłona „Osobliwości Świata Fizyki” zorganizowana przez Zakład Dydaktyki Fizyki. Pod koniec roku w Instytucie Fizyki odbyła się także Trzecia Dyskusja Panelowa pt „Oblicza fizyki – między fascynacją a niepokojem. Rola fizyki w rozwoju naszej cywilizacji i kultury” |
| 2012 | Wynikiem decyzji Centralnej Komisji do Spraw Stopni i Tytułów Instytut Chemii uzyskał prawo do nadawania stopnia naukowego doktora habilitowanego w dziedzinie nauk chemicznych w dyscyplinie chemia |

## Struktura
Instytut Matematyki
- Zakład Logiki Matematycznej

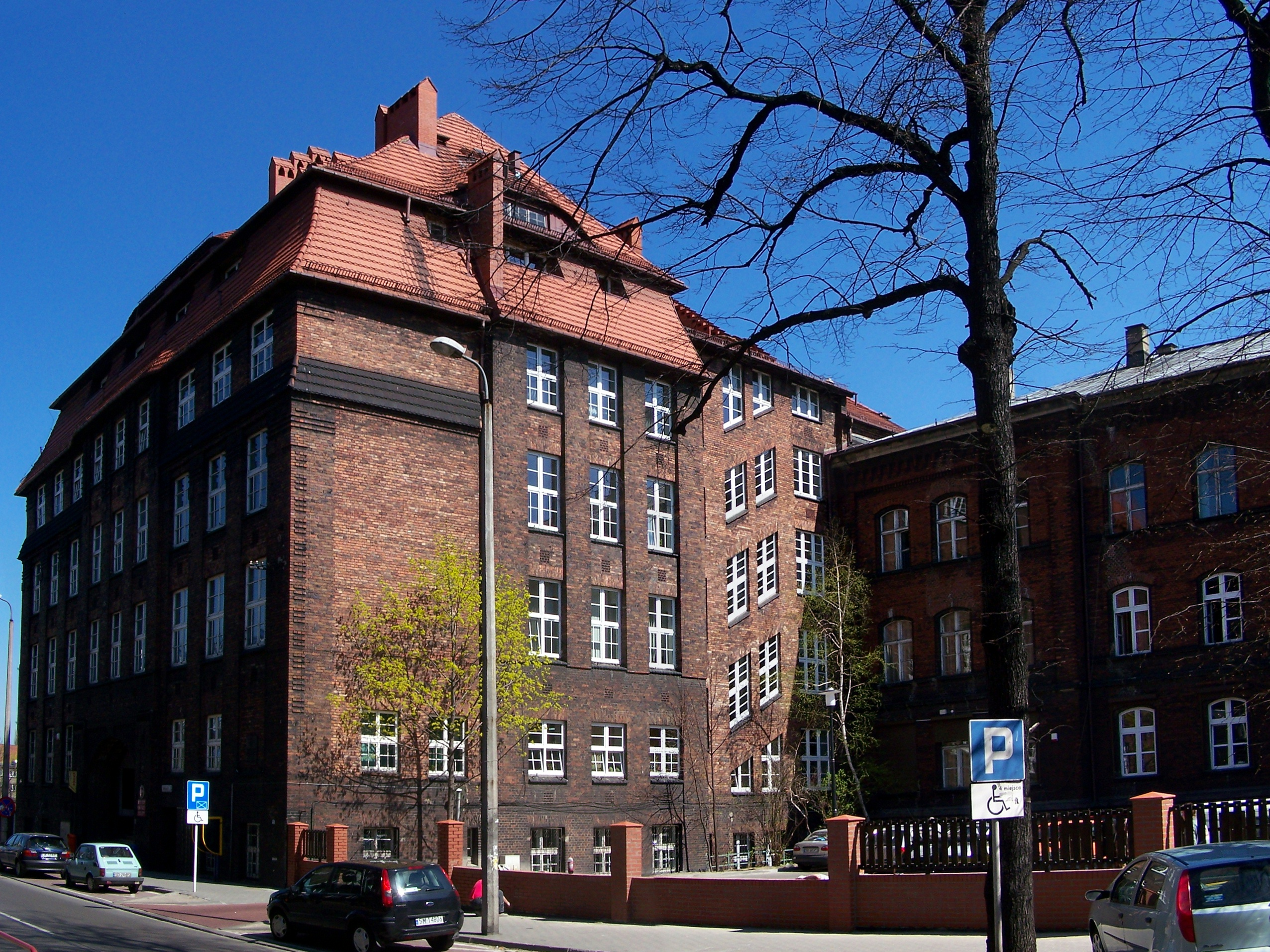
Budynek główny Instytutu Chemii UŚ w Katowicach

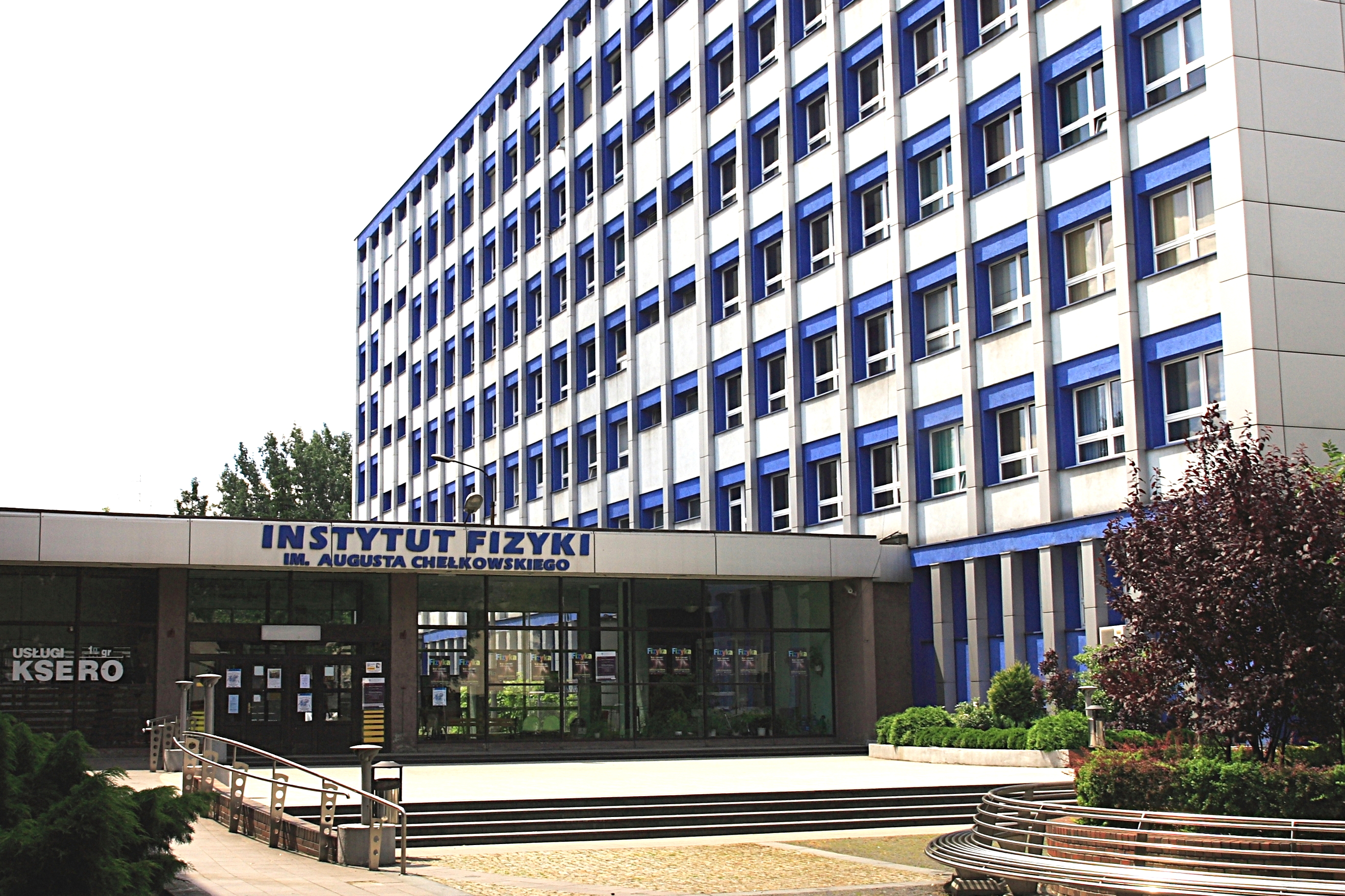
Instytut Fizyki im. Augusta Chełkowskiego

- Zakład Teorii Mnogości i Topologii
- Zakład Algebry i Teorii Liczb
- Zakład Równań Funkcyjnych
- Zakład Równań Różniczkowych
- Zakład Analizy Rzeczywistej
- Zakład Biomatematyki
- Zakład Teorii Prawdopodobieństwa
- Zakład Informatyki i Matematyki Dyskretnej
- Zakład Metod Matematycznych w Ekonomii i Finansach
- Pracownia Komputerowa
- Pracownia Dydaktyki Matematyki
- Pracownia Kształcenia Elektronicznego

Instytut Fizyki
- Zakład Fizyki Ciała Stałego
- Zakład Fizyki Ferroelektryków
- Zakład Biofizyki i Fizyki Molekularnej
- Zakład Fizyki Jądrowej i Jej Zastosowań
- Zakład Fizyki Kryształów
- Zakład Teorii Pola i Cząstek Elementarnych
- Zakład Fizyki Teoretycznej
- Zakład Astrofizyki i Kosmologii
- Pracownia Dydaktyki Fizyki
- Zespół Dydaktycznych Pracowni Fizycznych
- Zakład Fizyki Medycznej
- Zakład Metod Komputerowych Fizyki i Elektroniki
- Warsztaty Doświadczalne Instytutu Fizyki
- Laboratorium Ochrony Środowiska

Instytut Chemii
- Zakład Chemii Polimerów
- Zakład Dydaktyki Chemii
- Zakład Chemii Ogólnej i Chromatografii
- Zakład Chemii Organicznej
- Zakład Chemii Nieorganicznej, Metaloorganicznej i Katalizy
- Zakład Chemii Analitycznej
- Zakład Chemii Fizycznej
- Zakład Fizyki Chemicznej
- Zakład Chemii Materiałów i Technologii Chemicznej
- Zakład Chemii Teoretycznej
- Zakład Krystalografii
- Zakład Syntezy Organicznej
- Pracownia Techniczna
- Laboratorium Analiz Chemicznych